# Lîpivka, Mîkolaiiv
Lîpivka (în ucraineană Липівка, în germană Lindenfeld) este un sat în orașul raional Mîkolaiiv din regiunea Liov, Ucraina. Satul a fost locuit de germanii galițieni.

## Demografie
Componența lingvistică a localității Lîpivka
     Ucraineană (82,15%)
     Rusă (17,76%)
Conform recensământului din 2001, majoritatea populației localității Lîpivka era vorbitoare de ucraineană (82,15%), existând în minoritate și vorbitori de rusă (17,76%).